# Eriko Imai
 (mai 2024).
Pour les articles homonymes, voir Imai.
Eriko Imai (今井絵理子, Imai Eriko), née le 22 septembre 1983 à Naha au Japon, aussi connue sous le surnom Elly, est une chanteuse japonaise devenue femme politique.

## Biographie
Elle débute en 1996 à l'âge de 13 ans, avec le groupe SPEED. Elle est l'une des deux chanteuses principales du quatuor avec Hiro. Le groupe se sépare en mars 2000.
Elle entame une carrière en solo dans le style pop rock, d'abord sous le nom Eriko with Crunch en 2000 avec un groupe de danseurs, puis, sous son seul nom, à la fin de la même année.
En 1998, elle commence une carrière d'actrice dans le film Andromedia avec les autres membres du groupe SPEED. Elle joue dans les drama LxIxVxE en 1999, dans Rouge, ainsi que dans le film Onmyōji en 2001, et sa suite en 2003.
Après deux ans d'absence, elle revient à la scène, en indépendante, en 2005 sous le surnom Elly (de Eri-ko, rappelant le hiro de Hiro-ko). Elle écrit ses propres chansons dans un nouveau style, avec un succès moindre.
Le groupe SPEED se reforme provisoirement en 2001 et 2003, et annonce son retour permanent en septembre 2008.
Elle sort un nouvel album solo en avril 2009 sous le nom Eriko Imai.
Le groupe est suspendu en 2013, à la suite du retrait officieux de l'un de ses membres.
A partir de 2014, elle participe régulièrement à l'émission télévisée musicale Utage avec l'autre chanteuse du groupe, hiro. En 2015, toutes deux forment leur propre duo officiel : Erihiro.
En 2016, elle s'engage en politique au sein du Parti libéral-démocrate pour les élections à la chambre des conseillers du Japon de 2016. Elle est élue puis renouvelée en 2022.
Le 13 novembre 2024, elle est nommée secrétaire parlementaire à la Reconstruction et secrétaire parlementaire du Bureau du Cabinet dans le 2e cabinet Ishiba.

## Vie privée
Elle se marie en 2004 avec le chanteur Shogo Kinoshita, du groupe 175R. Elle accouche d'un garçon nommé Raimu, le 18 octobre 2004. Elle annonce son divorce en 2007, et la surdité de son fils en 2008.

## Discographie

### Chansons
- 1998 : Tsumetaku Shinaide (冷たくしないで?) (par "Eriko with Crunch" ; titre du single de SPEED All My True Love ; remixé sur l'album My Place)
- 1999 : Everyday, Be With You (par "Eriko with Crunch" ; titre du single de SPEED Breakin' Out to the Morning ; de l'album My Place)

## Filmographie

### Films
- 1998 : Andromedia
- 1999 : Dream Maker (cameo)
- 2001 : The Yin-Yang Master (Onmyoji)
- 2003 : Onmyoji 2
- 2003 : Boku No Songoku (voix)

### DVD
Eriko Imai
- 2001.12.19 : My Place on Films

elly
- 2007.02.14 : a gift for you ~ elly live 2006 Neverland
- 2008.02.14 : a gift for you vol.2 ~ elly live 2007 instinct

## Autres
concerts
- 2005.09.22 : elly live 2005 ~rebirth~
- 2006.05.13 : elly live 2006 ~journey~
- 2006.xx.xx : elly live 2006 ~Neverland~
- 2007.04.03 : elly LIVE 2007 ~soar~
- 2007.12.25 : Imai Eriko Christmas LIVE 2007 ~instinct~
- 2008.02.09 : elly presents live 2008
- 2008.09.30 : Imai Eriko 'LIVE&TALK'

comédies musicales
- 2000 : NINGAWA Hi No Tori
- 2002 : Footloose
- 2004 : Star Tanjou

Livres
- 2004 : Star Tanjou
- 2005 : Egao De Ikou